# 懷特豪斯斯泰申
懷特豪斯斯泰申（英語：Whitehouse Station）是位於美國新澤西州亨特登縣的普查規定居民點。

## 人口
根據2020年美國人口普查的數據，懷特豪斯斯泰申的面積為6.65平方千米，當中陸地面積為6.52平方千米，而水域面積為0.13平方千米。當地共有人口3152人，而人口密度為每平方千米473.98人。